# Jean Lambert

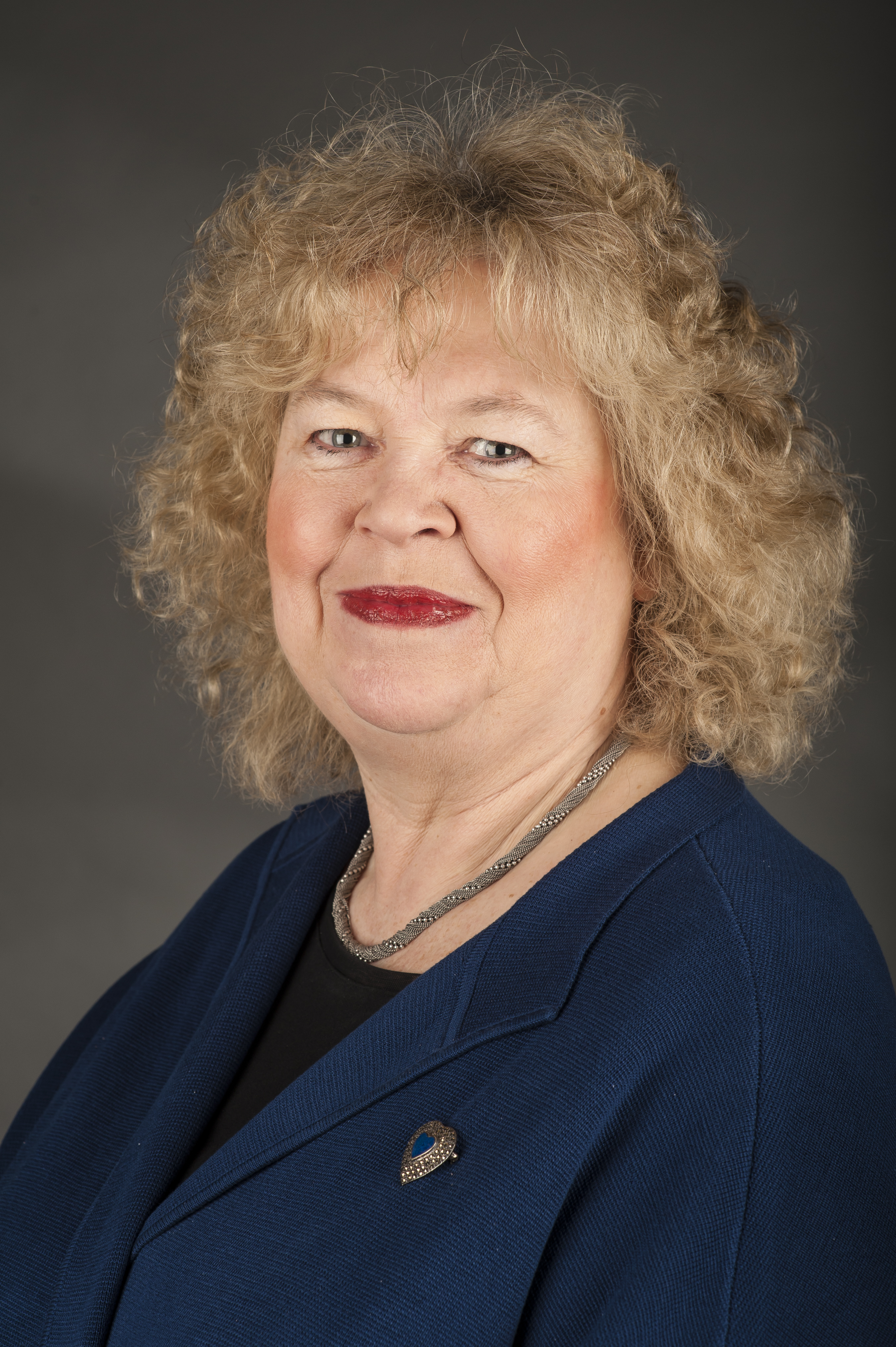
Jean Lambert (2014)

Jean Lambert (* 1. Juni 1950 in Thurrock) ist eine britische Politikerin und Mitglied der Grünen Partei von England und Wales. Sie ist Mitglied des Europäischen Parlaments und vertritt dort den Wahlkreis London.

## Derzeitige Funktionen als MdEP
- Mitglied im Ausschuss für Beschäftigung und soziale Angelegenheiten
- Mitglied im Delegation für die Beziehungen zu den Ländern Südasiens
- Mitglied im Delegation für die Beziehungen zu Indien
- Stellvertretendes Mitglied im Ausschuss für bürgerliche Freiheiten, Justiz und Inneres
- Stellvertretendes Mitglied im Unterausschuss Menschenrechte
- Stellvertretendes Mitglied in der Delegation für die Beziehungen zu Japan